# Автоматная баллада
«Автоматная баллада» — повесть писателя-фантаста Андрея Уланова. Описывается мир, возникший после тотальной ядерной войны между СССР и США, случившейся в середине 80-х годов XX века. Время действия повести — примерно через 20 лет после войны, то есть начало XXI века. Место действия — территория бывшего СССР.
Сюжетообразующим фантастическим допущением повести является разумность и одушевленность огнестрельного оружия. Автоматы наряду с людьми — главные действующие герои произведения. Автор не уточняет причин подобного факта, однако в тексте есть намеки, что это один из результатов ядерной войны. По ходу повести в диалоги вступают почти исключительно автоматы, однако ими упоминаются такие же одушевлённые пулемёты, снайперские винтовки и пистолеты, а также выдвигается предположение, что одушевленными были (стали) межконтинентальные баллистические ракеты.

## Ядерная война между СССР и США
В ответ на масштабные учения советских ядерных сил в 1982 году президент США Рональд Рейган объявил о создании системы противоракетной обороны (СОИ). В качестве предлога необходимости развёртывания ракет в Европе западной пропагандой был использован инцидент уничтожения корейского «Боинга», нарушившего воздушную границу СССР 1 сентября 1983 года. Вследствие этого, осенью того же 1983 года были сорваны переговоры по разоружению между СССР и США. 1 декабря 1983 года на авиабазу ВВС США Рамштайн (Западная Германия) были доставлены и установлены на боевое дежурство 9 ракет Pershing-II.
После срыва переговорного процесса Советский Союз начал боевые действия. Очевидно, первоначально война велась обычными средствами. Установить из текста повести, какая из противоборствующих сторон первая применила ядерное оружие, невозможно.
Вследствие массированного применения ядерного оружия наступило «ядерное лето». Механизм его наступления неясен. По предположениям, высказанным в повести, из-за применения ядерного оружия увеличилась активность вулканов. Значительные выбросы вулканических газов в атмосферу привели к парниковому эффекту. Как следствие, в послевоенной Сибири произрастают бананы, лианы и другие тропические растения. Эту новую среду обитания заполняют животные-мутанты, в большинстве своём хищные и агрессивные. Произошли значительные геологические и геодезические изменения. Упоминаются Волжское море, Каспийский океан, затопление многих территорий (Южного Китая, Европы, Латинской Америки). В ходе конфликта были полностью уничтожены элементы государственности всех противоборствующих держав. Во время действия повести эти элементы находятся в процессе восстановления, однако ни одно из государственных образований на территории Сибири не пытается провозгласить себя правопреемником СССР. По площади эти квазигосударства невелики и не превышают довоенных областей. Одним из наиболее влиятельных является Орден храмовников (другие названия: Орден, Храм) — созданное бывшими партийными функционерами полувоенное теократическое образование, социальные отношения в котором строятся по образцу таковых в средневековой Японии.
О судьбе США и западной Европы после конфликта неизвестно ничего.

## Главные герои

### Люди
- Швейцарец (Чёрный Охотник, Виктор). Киллер, лучший на территории Дальнего Востока. Отличается высоким уровнем образованности. Основными его клиентами являются руководители квазигосударственных образований послевоенной Сибири и Дальнего Востока, основными жертвами — отдельные бандиты и шайки, доставляющие проблемы властям. Возраст 30-35 лет.

- Тайна (Таниэ, Татьяна Ильинична). Рабыня-наложница Ордена. Возраст около 20 лет.

- Старик. Воспитатель Швейцарца, до войны — мастер-оружейник. Как и Швейцарец, высокообразован. Возраст 50-60 лет.

- Айсман (Сергей Шемяка). «Чёрный следопыт», или мародёр, как он сам себя называет. Его деятельность сродни деятельности сталкера — поиск и продажа предметов, представляющих большую ценность в послевоенном мире: медикаментов, оружия, боеприпасов. Возраст 23 года.

- Анна. Дочь одного из иерархов Ордена. Возраст 16-18 лет.

- Энрике (Комаров Эдуард Генрихович). Десятник гвардии Ордена, до войны — сержант пограничных войск. Возраст около 40 лет.

- Иерарх Дяо (Дягилев). Высокопоставленный иерарх Ордена, до войны — партийный функционер из Москвы. Возраст 60-65 лет.

- Иерарх Шио (Шитов). Иерарх Ордена, до войны — партийный функционер из провинции. Возраст 55-60 лет.

### Оружие
- Сашка. АКС-74, оружие Айсмана.

- Макс. АКМС, оружие Энрике.

- Эмма. Штурмовая винтовка M16А1, оружие Анны.

## Сюжет
Анна, единственная и любимая дочь одного из иерархов, бежит из Ордена. Вместе с ней бежит Энрике. «Решить данную проблему» поручается иерарху Дяо и иерарху Шио. Дяо принимает решение нанять Швейцарца, чтобы тот ликвидировал беглецов, оскорбивших Орден своим побегом. Моральные принципы Швейцарца не позволяют выполнить такой заказ, однако история и причины побега его кажутся ему интересными. Поэтому он притворно соглашается выполнить поручение и берёт задаток. Затем он похищает Тайну, которая может обладать информацией по этому поводу — она была наложницей иерарха Бура, отца Анны. Уничтожив погоню, посланную Храмом, Швейцарец расспрашивает Тайну с применением психотропных средств, однако полученная информация не приближает его к разгадке.
Тем не менее, эта информация заинтересовывает его — незадолго до побега Анны радиостанция Храма приняла радиограмму на немецком языке. Предположив, что радиопередачу осуществил один из немецкоговорящих кантонов Швейцарии, Чёрный Охотник решает добраться до Западной Европы. Тайну он не бросает, берет с собой и спустя некоторое время влюбляется в неё.
Они прибывают в место постоянного жительства Швейцарца — заброшенный военный аэродром. Помимо Швейцарца, там живёт Старик. Они обсуждают возможность сохранения жизни в Западной Европе. Швейцарец решает добраться до Европы по воздуху — на аэродроме сохранился технически исправный и боеготовый фронтовой бомбардировщик Су-24, которым Швейцарец умеет управлять. Однако прежде, желая отомстить за страдания Тайны и не допустить дальнейшего усиления Ордена, Швейцарец бомбит и полностью уничтожает собственно Храм — главную крепость и фактическую столицу Ордена храмовников. Вследствие этого им не хватает горючего добраться до Европы, и они совершают вынужденную аварийную посадку в европейской части бывшего СССР.
Тем временем Анна и Энрике прибывают в одно из квазигосударств в Западной Сибири. Там они нанимают Айсмана, чтобы тот провел их на «Большой Остров» — остатки некоего крупного областного центра, полностью разрушенного во время ядерной войны. Айсман выполняет заказ, а потом, заинтригованный целью, преследуемой Анной на Большом Острове, присоединяется к беглецам. За время совместного путешествия Сашка влюбляется в Эмму.
В развалинах Большого Острова Энрике погибает от неизвестной болезни. Анна объясняет Айсману цель их с Энрике побега и путешествия на Большой Остров — где-то здесь хранится воздушный шар, на котором можно улететь в Европу. Практической необходимости в перелёте она не поясняет, но Айсман, увлёкшись Анной, соглашается следовать за ней. В ходе стычки с полуодичавшими обитателями Большого Острова погибает (разрушается) Эмма.
Две пары героев встречаются где-то в европейской части бывшего СССР. Анна уверена, что Швейцарец получил заказ убить её. Вследствие этого между Айсманом и Швейцарцем завязывается перестрелка, в ходе которой погибают Айсман и (по трагической случайности) Тайна. Оставшаяся в живых Анна убеждает Швейцарца следовать за ней — ей нужно в Москву. Не видя другого выхода, она раскрывает Швейцарцу все свои планы: в сейфе её отца хранилась схема и коды доступа во временное хранилище Алмазного Фонда СССР, куда всё его содержимое было перенесено перед войной в целях безопасности. Когда пришла радиограмма на немецком, она выкрала эту схему и сбежала, рассчитывая, что сможет завладеть алмазами и перебраться в Европу.
Вместе они пробираются в развалины Москвы и находят хранилище. Там Анна, движимая алчностью, убивает Швейцарца. Проникнув в помещение с алмазами, Анна хочет очередью из Сашки расстрелять витрину и забрать алмазы, однако выстрелов не происходит. Тогда Анна разворачивает автомат, решив прикладом разбить стекло. Дождавшись момента, когда его ствол будет направлен на Анну, Сашка спускает курок и убивает её, поскольку Анна была виновницей гибели Эммы. Сам Сашка остается в подземном хранилище навсегда.

## Интересные факты
В повести неявно упоминается Андрей Макаревич и его песня «Поворот». Она была написана Макаревичем в конце 1970-х годов, то есть до гипотетической войны СССР и США.
Комментируя деятельность обер-бургомистра, Сашка замечает:
Как учёно выражается один из Шемякиных друзей: у них в Гремячинске даже не военный коммунизм с фашизмом в напополаме, а просто полный Шварц. И добавляет: помяните мое слово, ещё пару лет, и он объявит себя Победителем Дракона
Этот отрывок может восприниматься как аллюзия на фильм Убить дракона, созданный в СССР в 1988 г. Однако данный фильм — экранизация пьесы Евгения Шварца «Дракон», созданной в 1942—1944 гг. и впервые представленной широкой публике в 1962 году.